# Langue-de-chat (cuisine)
Pour les articles homonymes, voir Langue de chat.
Les langues-de-chat, ou langues de chat, sont des biscuits à la forme oblongue d'origine française, d'une longueur de cinq à huit centimètres, plus ou moins allongés, qui datent peut-être du XVIIe siècle.

## Présentation
La pâte de base est formée d'une quantité égale de farine et de sucre travaillés avec des œufs ou du blanc d'œuf. Selon la consistance souhaitée, il est possible de rajouter du lait normal ou concentré ou du beurre. Elle peut être parfumée par exemple à la vanille. Elle est disposée en bâtonnets souvent grâce à une poche à douille sur une plaque beurrée et cuite quelques minutes au four.

## Autres pays

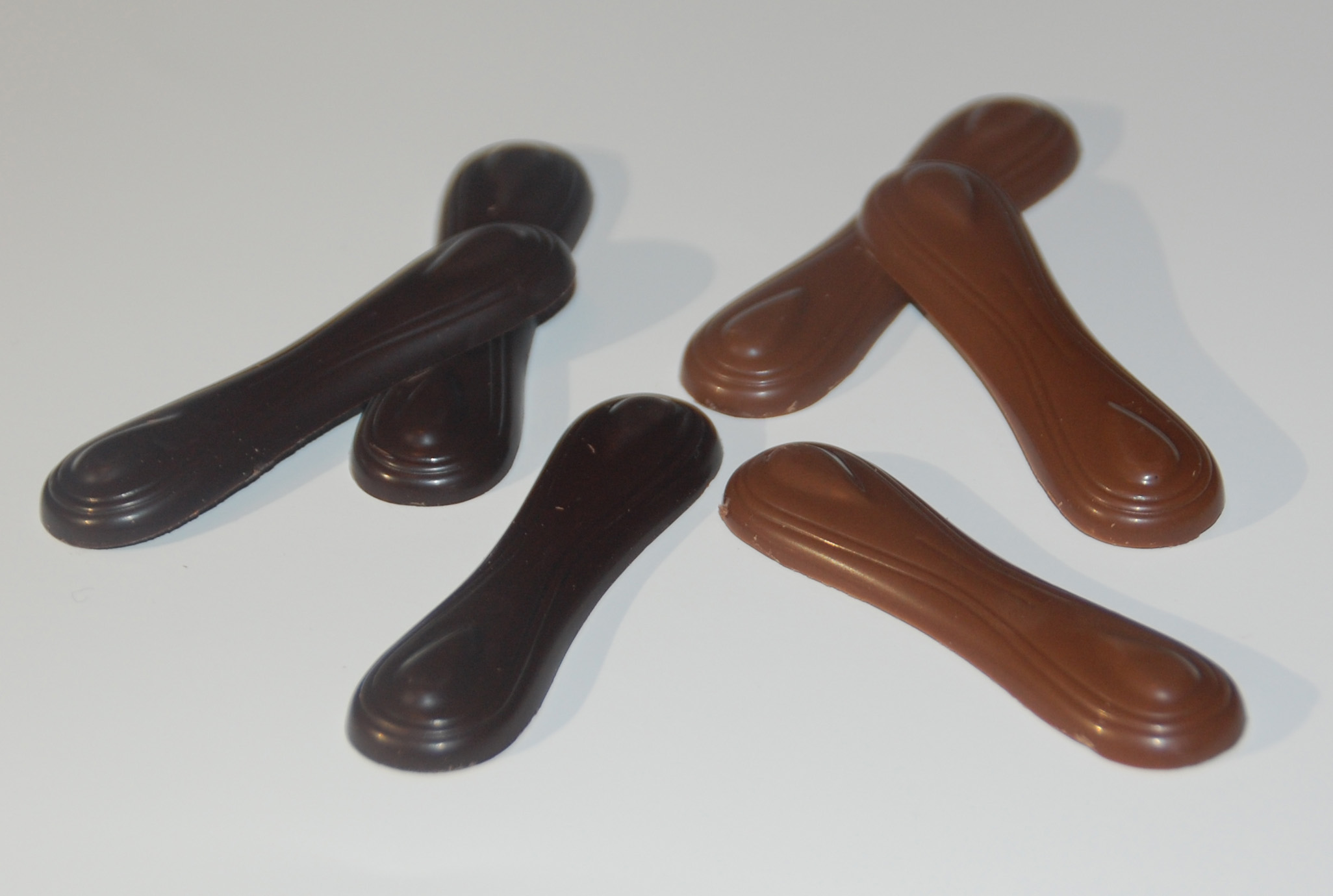
Katzenzungen

La recette française est assez simple. En Allemagne et en Autriche, les langues-de-chat (appelés Katzenzungen) sont des biscuits à la cuillère ou entièrement en chocolat (chocolat au lait, chocolat noir et chocolat blanc). Elles sont appelés Lengua de gato en Espagnol, Lingua di gatto en Italien, Língua de gato en Portugais, kočičí jazýčky en Tchèque, macskanyelv en Hongrois. D'après le fabricant Küfferle, leur première production date de 1892. En Allemagne, la production des langues-de-chat est répartie entre les sociétés Sarotti, Hachez, Halloren. Au Japon, une « langue de chat » est un biscuit fourré carré, composé d'une couche de chocolat blanc entre deux biscuits carrés.